# Chromatoiulus lamellifer
Chromatoiulus lamellifer är en mångfotingart som beskrevs av Pius Strasser 1974. Chromatoiulus lamellifer ingår i släktet Chromatoiulus och familjen kejsardubbelfotingar. Inga underarter finns listade i Catalogue of Life.